# Davor Bernardić
Davor Bernardić (Zagreb, 5. siječnja 1980.), hrvatski je fizičar i političar. Obnašao je dužnost saborskog zastupnika od 2008. do 2024. godine. Bivši je predsjednik i član Socijaldemokratske partije Hrvatske. Kandidat je za gradonačelnika Zagreba na lokalnim izborima 2025. godine.

## Životopis
Davor Bernardić rođen je u Zagrebu 5. siječnja 1980. godine u obitelji javnog službenika Damira i medicinske sestre Dragice (rođ. Tešo) Bernardić. Djedov brat s očeve strane, Ivan Bernardić, bio je istaknuti član Hrvatske seljačke stranke, koji je bio jedan od organizatora prosvjeda u Zagrebu protiv Karađorđevog režima nakon atentata na HSS-ove zastupnike u beogradskoj Narodnoj skupštini. Bernardićev djed Josip, podrijetlom iz Duge Rese, također je bio član HSS-a, progonjen tijekom jugoslavenskog komunističkog režima, zbog čega se iselio u Austriju. Dok su s očeve strane članovi bili demokršćanski orijentirani, djed i baka s majčine strane su bili jugoslavenski partizani i podupiratelji komunizma; djed Teodor bio je iz Pakraca, a baka Kata iz Perušića u Lici.
Nakon završetka osnovne škole, Davor upisuje Tehničku školu Ruđera Boškovića, gdje je pokazao značajno zanimanje za matematiku i fiziku. Tako je za vrijeme srednjoškolskoga obrazovanja bio dvostruki državni prvak (1996. i 1998.) i doprvak u fizici (1997.). Bio je član reprezentacije na međunarodnim natjecanjima i Fizikalnoj olimpijadi. Zbog novčanih nedostataka u obitelji, od 15. godine zarađivao je radeći razne poslove, među kojima i instrukcije iz fizike, matematike, kemije, a kasnije i elektrotehnike. Diplomirao je fiziku na Prirodoslovno-matematičkom fakultetu u Zagrebu, a tijekom studija bio je proglašen studentom generacije.
Oženio se Irenom Coljak 2011. godine, ali rastali su se nakon 8 godina braka.

## Politički angažman
Od 2005. do 2009. godine je bio predsjednik Foruma mladih SDP, a od 2008. do 2024. godine je zastupnik u Hrvatskom saboru. Bio je i predsjednik gradske organizacije SDP-a u Zagrebu te potpredsjednik zagrebačke Gradske skupštine. U drugom krugu stranačkih izbora za predsjednika stranke održanom 26. studenoga 2016. godine pobijedio je protukandidata Ranka Ostojića i tako postao predsjednikom SDP-a. Dana 6. srpnja 2020. podnosi neopozivu ostavku na mjesto predsjednika SDP-a.
Nezavisni kandidat je za gradonačelnika Zagreba na lokalnim izborima 2025. godine.